# Jean Cocteau
Jean Cocteau (Maisons-Laffitte, 5 de juliol de 1889 - Milly-la-Forêt, 11 d'octubre de 1963) fou un poeta francès, així com artista de múltiples altres talents, i destacà com a artista gràfic, dramaturg i cineasta. Figura destacada de les primeres avantguardes artístiques del segle xx i proper al Grup dels Sis, al seu cercle d'amics i amants s'hi troben figures com Kenneth Anger, Pablo Picasso, Jean Hugo, Jean Marais, Henri Bernstein, Yul Brynner, Marlene Dietrich, Coco Chanel, Erik Satie, Ígor Stravinski, María Félix, Édith Piaf o Raymond Radiguet.
Malgrat la seva pluridisciplinarietat, Cocteau sempre insistí que era un poeta i que tot el seu treball era poètic. L'any 1955, fou elegit membre de l'Acadèmia Francesa i de l'Académie royale de langue et de littérature françaises de Belgique. Morí l'any 1963, i fou enterrat a la capella de Saint-Blaise-des-Simples a Milly-la-Forêt. El novembre de 2011, s'iinaugurà un museu dedicat a la seva figura i la seva obra a Menton, en un edifici projectat per Rudy Ricciotti i amb un fons en gran part procedent de la col·lecció de Severin Wunderman.

## Biografia

### Aproximació a la família i joventut de Cocteau

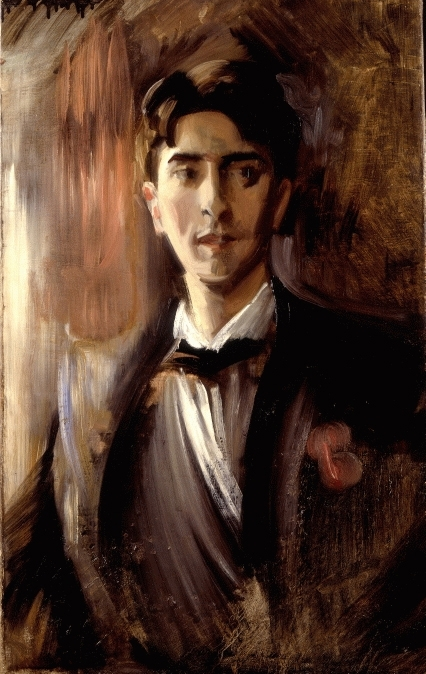
Retrat de Jean Cocteau, pintat entre 1910 i 1012

Clément Eugène Jean Maurice Cocteau nasqué el 5 de juliol de 1889 a la place Sully de Maisons-Laffitte. El seu pare, Georges Alfred Cocteau, nasqué el 8 de juliol de 1842 a Melun, i era advocat i pintor amateur; mentre que la seva mare, Marie Junia Émilie Eugénie Lecomte, nasqué el 21 de setembre de 1855 a Maisons-Laffitte. La parella es casà el 7 de juliol de 1875 al novè arrondissement de París. Cocteau tenia una germana gran, Marthe (1877-1958) i un germà gran, Paul (1881-1961).
Pel que fa als avis, l'avi patern era Athanase Cocteau (1798-1865), notari i alcalde de Melun; mentre que l'avi matern era Eugène Lecomte (1828-1906), agent de canvi i col·leccionista d'art. El seu oncle matern, Raymond Lecomte, era diplomàtic.
El pare de Cocteau se suïcidà a París el 5 d'abril de 1898, circumstància que marcà Jean Cocteau durant molt de temps. Quan tenia quinze anys, Cocteau deixà la casa familiar. Alumne del Lycée Condorcet, feu bona amistat amb Pierre Dargelos, per qui se sentia veritablement fascinat. Poc interessat pels estudis, fou expulsat per indisciplina l'any 1904, i repetí el batxillerat dos cops.
L'any 1908, tingué lloc el seu primer recital de poesia, organitzat per Édouard de Max al Teatre Femina de París. L'any següent, quan tenia 20 anys, publicà el seu primer recull de poemes, La Lampe d'Aladin, inspirat en Les mil i una nits. Aquesta obra feu que fos conegut en els cercles bohemis com el príncep frívol, nom amb el qual titulà, l'any 1910, el seu segon recull de poemes.
Cocteau se sentia fascinat pels ballets russos, sobretot per Serguei Diàguilev. La trobada amb Diàguilev suposà la primera crisi de la creació de l'artista: Cocteau renegà dels seus poemes, qualificant-los de pastitxos excessivament carregats, i s'apropà al cubisme i al futurisme.
De la seva col·laboració amb els artistes russos va sorgir Le Dieu bleu (1921), amb vestits i decorats de Léon Bakst i música de Reynaldo Hahn, en la línia del ballet Parade (1917), produït amb vestits i decorats de Pablo Picasso i amb música d'Erik Satie. Cocteau també col·laborà amb el moviment dadà, fet que influí molt la tasca del seu cercle més proper, sobretot la d'un grup d'amics conegut com a Grup dels Sis, del qual esdevingué portaveu.
Malgrat haver estat lliurat de fer el servei militar, Cocteau decidí participar en la Primera Guerra Mundial com a conductor d'ambulància amb un comboi sanitari civil, per bé que ràpidament fou desmobilitzat per motius de salut. Llavors tornà a París, on reprengué les seves activitats artístiques. Després d'un temps necessari de gestació, Cocteau escrigué sobre el conflicte, publicant un dels seus millors llibres: Thomas l'imposteur. Als anys 20, Cocteau s'associà amb Marcel Proust, André Gide i Maurice Barrès.

### Amistat amb Raymond Radiguet

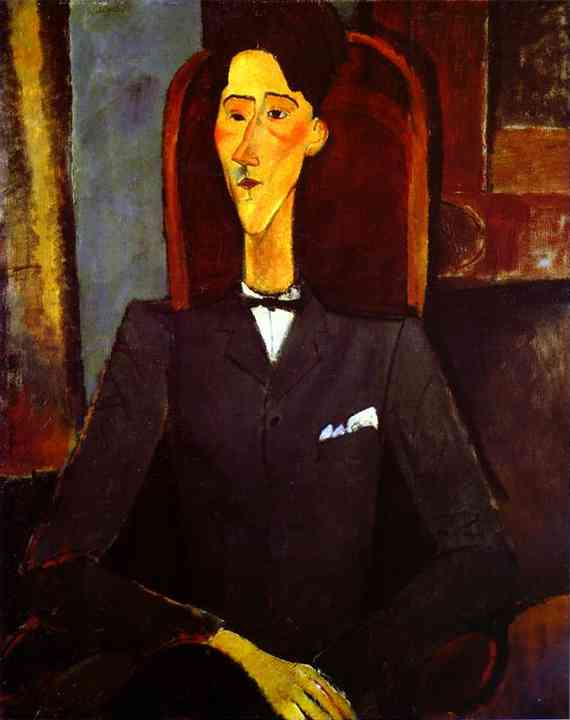
Jean Cocteau, retratat per Amedeo Modigliani l'any 1919

L'any 1918, Cocteau conegué el jove poeta Raymond Radiguet sota el guiatge de Max Jacob. Cocteau estava entusiasmat amb el talent literari i els poemes de Radiguet, i durant un temps l'aconsellà i animà. A més, l'ajudà a publicar en revistes d'avantguarda, com ara Sic i Littérature, i també l'intentà introduir al seu cercle artístic, i aconseguí que Grasset publiqués Le Diable au corps i que l'obra fos premiada amb el Premi Nouveau Monde.
L'any 1921, Cocteau col·laborà amb el Grup dels Sis en la creació del llibret Les Mariés de la tour Eiffel, una obra col·lectiva que assenyala l'inici d'una nova generació musical a França, liderada per Erik Satie. Sembla que el mateix Radiguet pogué haver col·laborat en l'elaboració d'aquest llibret.
La mort sobtada de Radiguet l'any següent afectà profundament Cocteau que, desesperat, trist i procliu al consum d'opi, no assistá a l'enterrament. L'autor marxà de París juntament amb Diàguilev, per a presenciar una representació de Les noces d'Ígor Stravinski que els ballets russos realitzaren a Montecarlo. Posteriorment, Cocteau en qualificà el gest com fruit de l'estupor i el disgust. Pel que fa a la inclinació pel consum d'opi, Cocteau la justificava dient que estava relacionada amb el seu contacte amb Louis Laloy, director de l'òpera de Montecarlo. La dependència de l'opi per part de Cocteau i els seus esforços per deixar-lo tingueren una influència decisiva en el seu model literari. Sense anar més lluny, la seva obra més coneguda, Els infants terribles, fou escrita al llarg d'una dura setmana d'abstinència.

### Cocteau i la família Bourgoint
Durant un temps, Cocteau residí a l'hotel Welcome de Vilafranca de Mar, i allà conegué la família Bourgoint, gràcies al fet que un amic comú, Christian Bérard —pintor dels decorats de les obres de teatre de Cocteau— els posà en contacte. La família Bourgoint tenia tres fills, Maxime i Janine (bessones) i Jean.
Jeanne i Jean Bourgoint es retrobaren amb Cocteau l'any 1925. Per la seva part, Cocteau conegué Charles Henrion aquell mateix any, a Meudon, a la casa familiar de Jacques Maritain. La coneixença d'Henrion, deixeble de Charles de Foucauld, l'impressionà i el feu convertir-se al catolicisme el 19 d'octubre d'aquell mateix any. Cocteau mantingué el contacte amb els Bourgoint fins a l'any 1929, quan Jeanne se suïcidà. La vida de Jeanne i Jean Bourgoint impressionà tant Cocteau que ràpidament escrigué la seva història, que titulà Els infants terribles (Les enfants terribles).

### Maduresa

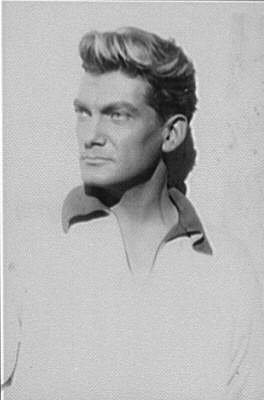
Jean Marais (1947)

Durant els anys 30 del segle xx, Cocteau tingué una relació amb la princesa Nathalie Paley, modista, actriu, model, filla morganàtica d'un Romanov i antiga esposa de Lucien Lelong. Paley s'hauria quedat embarassada però patí un avortament, fet que deprimí enormement la parella. Cocteau evoca aquest avortament en Le passé défini, i manifestà que aquest avortament fou conseqüència d'una desavinença violenta amb Marie-Laure de Noailles. Tanmateix, Cocteau havia iniciat la princesa en el consum d'opi, fet que podria haver repercutit sobre el seu embaràs.
Cap a 1933, Cocteau conegué Marcel Khill, que esdevingué el seu company, i interpreta el rol de missatger de Corint en La Machine Infernale. L'any 1936, ambdós feren un viatge al voltant del món en 80 dies, que Cocteau narrà en Mon Premier Voyage. Seguidament, Cocteau inicià una relació de llarga durada amb dos actors francesos, Jean Marais i Édouard Dermit, i aquest darrer fou oficialment adoptat per Cocteau. A més, també tingué una relació amb Panama Al Brown, un boxejador per qui vetllà per la seva carrera en alguna ocasió.
L'any 1940, Le Bel Indifférent, una obra de teatre que Cocteau escrigué per a Édith Piaf, tingué una gran èxit. En aquell moment, Cocteau treballa amb Picasso i Coco Chanel, i té amistat amb un bon gruix d'artistes europeus. A més, lluita contra la seva addicció a l'opi i, ara que ja és obertament homosexual, té algunes aventures breus i complicades amb dones. La seva obra conté nombroses crítiques contra l'homofòbia.
Jean Cocteau va tenir un paper ambigu durant la Segona Guerra Mundial: els resistents l'acusen de col·laborar amb els alemanys, i part de la seva vida entre 1939 i 1944 resta desconeguda. Cocteau era molt reservat pel que fa a manifestar el seu posicionament polític. Durant l'ocupació alemanya, mostrà una actitud pacífica, i no dubtà a acollir l'escultor oficial del Tercer Reich, Arno Breker, després de la seva exposició a París, l'estiu de 1942. D'altra banda, Leni Riefenstahl també es beneficiá de la seva protecció durant set anys.
| «                                                                     | L'Alemanya nazi no feu més que seduir-lo, especialment el seu cap, que és una representació que té lloc al Museu de Hitler imaginari. […] Està fascinat per la idea del cap artista, totpoderós polític alhora que patró i protector de les arts, tant Napoleó com poeta ("En Hitler és el poeta que escapa d'aquestes ànimes de peons", escrgué, parlant dels líders francesos abans de la guerra). | » |
| — Philippe Burrin, La France à l'heure allemande, Seuil, 1995, p. 352 | |   |

L'obra La Machine à écrire havia estat prohibida pel prefecte de policia, però la decisió fou anul·lada per la Propaganda Abteilung, amb la intenció de mostrar-se benèvola amb el sector artístic francès. Arran de l'alliberament, Cocteau és ràpidament requerit pel comitè nacional de cinema i pel comitè nacional d'escriptors, davant el qual no es presenta, i compareix davant dels comitès de depuració acusat de col·laboracionista.
Cocteau esdevingué una referència en el món del cinema, i presidí el Festival de Canes de 1953 i 1954, i l'any 1960 rodà El testament d'Orfeu, amb el suport financer de François Truffaut.
A més, Cocteau també és recordat per altres creacions o accions que han quedat per a la posteritat, com quan l'any 1950 fou convidat a la vil·la Sant Sospir de Sant Joan de Cap Ferrat per Francine Weisweiler, l'esposa d'Alec Weisweiler, l'hereu de l'empresa Shell. A les parets de la vil·la, sobre la xemeneia, Cocteau començà a dibuixar un Apol·lo i, animat per Henri Matisse, decorà la resta de la casa —on s'estigué onze anys—, també amb frescos, mosaics i tapissos amb temes mitològics o bíblics. Diverses celebritats passaren per aquesta casa, com ara Picasso, Charles Chaplin i Jean Marais, que s'inicià a la pintura a l'oli. Arran de l'amistat entre Cocteau i Francine Weisweiler, aquesta anomenà Orphée II el seu iot.
Jean Cocteau morí a la seva casa de Milly-la-Forêt l'11 d'octubre de 1963, poc després d'assabentar-se de la mort d'Édith Piaf, quan comptava 74 anys. Cocteau fou enterrat a la capella de Saint-Blaise-des-Simples, a Milly-la-Forêt. A la seva tomba, hi resa l'epitafi «Jo estic amb vosaltres».

## Obres

### Poesia
- 1909 La Lampe d'Aladin
- 1910 Le Prince frivole
- 1912 La Danse de Sophocle
- 1919 Ode à Picasso - Le Cap de Bonne-Espérance
- 1920 Escale. Poésies (1917-1920)
- 1922 Vocabulaire
- 1923 La Rose de François - Plain-Chant
- 1925 Cri écrit
- 1926 L'Ange Heurtebise
- 1927 Opéra
- 1934 Mythologie
- 1939 Énigmes
- 1941 Allégories
- 1945 Léone
- 1946 La Crucifixion
- 1948 Poèmes
- 1952 Le Chiffre sept - La Nappe du Catalan (en col·laboració amb Georges Hugnet)
- 1953 Dentelles d'éternité - Appogiatures
- 1954 Clair-obscur
- 1958 Paraprosodies
- 1961 Cérémonial espagnol du Phénix - La Partie d'échecs
- 1962 Le Requiem
- 1968 Faire-Part (publicat postumament)

### Novel·les

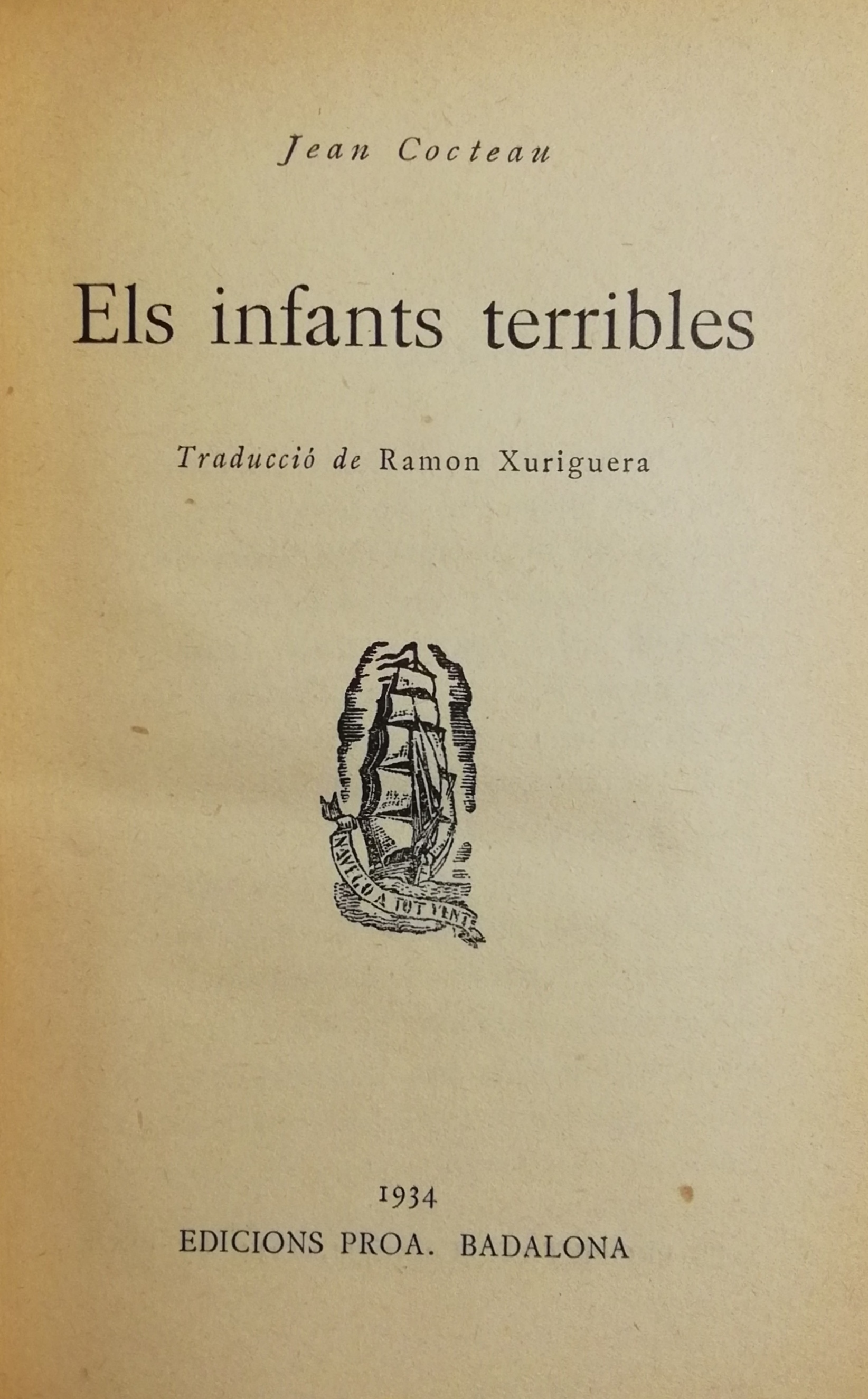
Les enfants terribles de Jean Cocteau traduïda al català i publicada a Badalona l'any 1934

- 1919 Le Potomak (edició definitiva: 1924)
- 1923 Le Grand écart - Thomas l'imposteur
- 1928 Le Livre blanc
- 1929 Els infants terribles (Les enfants terribles) (traducció al català de Ramon Xuriguera, 1934 i 1964)
- 1940 La Fin du Potomak

### Teatre
- 1921 Les Mariés de la tour Eiffel (música de Georges Auric, Arthur Honegger, Darius Milhaud, Francis Poulenc i Germaine Tailleferre)
- 1922 Antigone
- 1924 Roméo et Juliette
- 1926 Orphée (Orfeu, traducció de Maria Carratalà 1930)
- 1927 Oedipus Rex (música de Ígor Stravinski)
- 1930 La Voix humaine
- 1934 La Machine infernale
- 1936 L'École des veuves
- 1937 Œdipe-roi. Les Chevaliers de la Table ronde. El 1950 el compositor argentí Roberto Caamaño, li posà música i la convertí en una òpera.[20]
- 1938 Les Parents terribles
- 1940 Les Monstres sacrés
- 1941 La Machine à écrire
- 1943 Renaud et Armide. L'Épouse injustement soupçonnée
- 1946 L'Aigle à deux têtes
- 1948 Théâtre I i II
- 1960 Nouveau théâtre de poche
- 1962 L'Impromptu du Palais-Royal
- 1971 Le Gendarme incompris (pòstuma, en col·laboració amb Raymond Radiguet)

### Crítica
- 1918 Le Coq et l'Arlequin
- 1920 Carte blanche
- 1922 Le Secret professionnel
- 1926 Le Rappel à l'ordre - Lettre à Jacques Maritain
- 1930 Opium
- 1932 Essai de critique indirecte
- 1935 Portraits-Souvenir
- 1937 Mon Premier voyage (Tour du monde en 80 jours)
- 1943 Le Greco
- 1947 Le Foyer des artistes - La Difficulté d'être (La dificultat de ser, traducció d'Antoni Clapés, 2018)
- 1949 Lettres aux Américains - Reines de la France
- 1951 Jean Marais - Entretiens autour du cinématographe (amb André Fraigneau)
- 1952 Gide vivant
- 1953 Journal d'un inconnu. Démarche d'un poète
- 1955 Colette.
- 1956 Discours d'Oxford
- 1957 Entretiens sur le musée de Dresde (amb Louis Aragon) - La Corrida du 1Plantilla:Er mai
- 1959 Poésie critique I
- 1960 Poésie critique II
- 1962 Le Cordon ombilical
- 1963 La Comtesse de Noailles, oui et non
- 1964 Portrait souvenir (publicat pòstumament; entrevista amb Roger Stéphane)
- 1965 Entretiens avec André Fraigneau (posthume)
- 1973 Jean Cocteau par Jean Cocteau (publicat pòstumament; entrevistes amb William Fielfield)
- 1973 Du cinématographe (publicat pòstumament). Entretiens a le cinématographe (publicat pòstumament)

### Obres periodístiques
- 1935-1938 (obres publicades pòstumament)

### Cinematografia
- 1925: Jean Cocteau fait du cinéma
- 1930: Le Sang d'un poète
- 1946: La Belle et la Bête
- 1948: L'Aigle à deux têtes
- 1948: Les Parents terribles
- 1950: Coriolan
- 1950: Orphée
- 1952: La Villa Santo-Sospir
- 1957: 8 X 8: A Chess Sonata in 8 Movements
- 1960: El testament d'Orfeu (Le Testament d'Orphée)

### Disseny gràfic
- 1924 Dibuixos
- 1925 Le Mystère de Jean l'oiseleur
- 1926 Maison de santé
- 1929 25 dessins d'un dormeur
- 1935 Seixanta dissenys per l'obra Les Enfants terribles
- 1941 Dibuixos al marge de text de l'obra Chevaliers de la Table ronde
- 1948 Drôle de ménage
- 1957 La Chapelle Saint-Pierre, Villefranche-sur-Mer
- 1958 La Salle des mariages, hôtel de ville de Menton - La Chapelle Saint-Pierre (lithographies)
- 1959 Gondol des morts
- 1960 Saint-Blaise-des-Simples

### Diaris
- 1946 La Belle et la Bête (diari de rodatge)
- 1949 Maalesh
- 1983 Le Passé défini (publicat pòstumament)
- 1989 Journal, 1942-1945

### Segells
- 1960, Marianne de Cocteau.

## Obres sobre Jean Cocteau
- Claude Arnaud, Jean Cocteau
- Monique Lange, Cocteau Prince sans royaume
- André Fraigneau, Cocteau
- Jean Marais, Histoires de ma vie
- Jean Marais, l'Inconcevable Jean Cocteau
- Nicole Vaillant Dubus, À toi, Jean Cocteau: poète de l'Europe. Colomars: Mélis éditeur, coll. « Lettre à... », 2003. 32 p., 21 cm. – ISBN 2-914333-51-X